# Tonight: Franz Ferdinand
Tonight: Franz Ferdinand (también conocido como Tonight) es el tercer álbum de la banda de rock escocesa Franz Ferdinand. Fue lanzado por Domino Records el 26 de enero de 2009 en el Reino Unido y Epic Records en E.U.A. Fue el primer álbum de estudio desde You Could Have It So Much Better, lanzado el 3 de octubre de 2005, aproximadamente 3 años antes. El álbum fue grabado en un lapso de dos años en el estudio de Mr. Dan en Buckeye, Arizona y en el antiguo ayuntamiento de Govan, Escocia. Es un álbum conceptual basado en torno a una noche de fiesta y sus consecuencias al día siguiente. El álbum tiene un sonido más orientado al baile, teniendo estilos como dance-punk, new wave y electropop, marcando un final al sonido post-punk de la banda, que había estado presente en los dos álbumes anteriores.
En su lanzamiento, recibió críticas favorables y tuvo un lanzamiento comercial positivo, llegando al número 2 en la UK Albums Chart, número nueve en Billboard 200 de Estados Unidos y llegó al número 7 en otros países. Cinco sencillos oficiales fueron lanzados del álbum: "Lucid Dreams", "Ulysses", "No You Girls", "Can't Stop Feeling" y "What She Came For". Un álbum remix, titulado Blood, fue lanzado el 1 de junio de 2009 y contienen dub remixes de casi todas las canciones de Tonight.

## Producción

### Historia de grabación
A pesar de haber escrito ocho canciones mientras estaba de gira en 2005, Alex Kapranos y Nick McCarthy decidieron escribir nuevas canciones, porque querían que el álbum sea "...nuevo, muy diferente del sonido que habíamos hecho antes." A pesar de haber grabado su segundo álbum en un corto tiempo, Kapranos hizo hincapié en que la banda quería tomar su tiempo. Él dijo, "Esta vez queríamos pasar más tiempo en el desarrollo, y también, supongo, permitiendo que las canciones y sonidos evolucionen más antes de terminar de escribir un álbum, y la absorción de más música e ideas y, supongo, de la vida misma. Y cuando digo vida me refiero a la vida fuera de la carretera, porque yo no calificaría la vida en la carretera como la vida real." Franz Ferdinand comenzó a trabajar en su tercer álbum de estudio a principios de 2007. Franz Ferdinand grabaría el álbum con el productor Brian Higgins, sin embargo, en marzo de 2008, las dos entidades se separaron. El baterista Paul Thomson, dice: "Escribimos con Higgins por un tiempo y en un principio pensamos que trabajaríamos más con él, pero realmente no funcionó. Nos dimos cuenta que no somos realmente un grupo de pop". Sin embargo, también comentó que no han abandonado el concepto de pop. Las canciones del álbum fueron escritas y grabadas en el antiguo ayuntamiento de Govan, Escocia al igual que en el Estudio de Mr. Dan en Buckeye, Arizona. El primer grupo se trasladó al ayuntamiento de Govan, tras un año de gira en apoyo de su segundo álbum, y sobre todo fue utilizado para almacenar y ensayar.

### Estilo musical y concepto
Tonight es un álbum conceptual que explora los altos y bajos asociados con una noche de libertinaje. "Este álbum cubre las bases del entusiasmo inicial de una temprana noche a el entumecimiento de la mañana después", escribe un crítico. La línea "come on, let's get high" de "Ulysses", el primer track del álbum, revela este tema. El álbum fue influenciado por la música no inglesa. Fue inspirado por el "sonido dub de estrellas del reggae de Jamaica." y el "bajo pesado y el espacio del eco que se encuentra en el dub mix." El álbum también tiene influencia africana. Alex Kapranos mencionó en un artículo de XFM que "Somos una de esas bandas que siempre sonaran igual no importa que, pero hay otras influencias ahí. Yo creo que la batería es algo diferente, Paul ha estado escuchando material africano, que probablemente se escuche."
En una entrevista con Billboard, Kapranos dijo que el álbum es "el opuesto del punk/pop, que tomó algo que es increíble y removió toda la tierra." El también dijo que la banda está usando sintetizadores rusos Polyvox. También mencionó, en una entrevista para Rolling Stone , que el álbum es más un baile que un récord de rock. Una canción en el álbum pasado conocida como "Kiss Me", renombrada "No You Girls", usa un esqueleto humano en las percusiones, por lo cual The Guardian bromeando, en respuesta, preguntó "Have Glasgow's finest gone all goth on us? What next? Zombie hunting? Gigs at the necropolis?"

### Portada y título del álbum
La portada del álbum es una fotografía tomada por Søren Solkær Starbird justo después de la medianoche detrás de la sala de fiestas Barrowlands en Glasgow. Hablando con NME, el baterista Paul Thomson dijo: "Queríamos conseguir un ambiente Weegee - la famosa escena del crimen de Nueva York fotografiada de los años 40 y 50. Subsecuentemente, es parte de una serie donde la banda está tomando fotos con fotógrafos en diferentes ciudades en las que estuvieron. En el blog de la banda, ellos mencionaron la serie de fotos como 'escenas imaginarias de crimen, invadidas por un fotógrafo' y 'un pedazo de noche helada por el flash '.
Se anunció el 20 de septiembre de 2008, que habían terminado de trabajar en el álbum, pero aún no tenía título. El 7 de octubre de 2008, el reportero Michael Hogan de la revista Vanity Fair entrevistó a Alex y Paul, quienes confirmaron el título de su tercer álbum, llamado Tonight; con NME reportaron el título completo y la fecha de lanzamiento una semana después.

## Lanzamiento

La banda tocando en vivo en 2009, después del lanzamiento deTonight.

El 19 de agosto de 2008, Franz Ferdinand lanzó "Lucid Dreams" a través de iTunes y estuvo disponible para escucharse por medio de su página oficial. También se incluye en el soundtrack de Madden NFL 09. La canción en el álbum difiere de esta versión y dura cuatro minutos más. La canción llegó al número 35 de Billboard Canadian Hot 100. "Ulysses" fue lanzada el 19 de enero de 2009. La canción salió al aire por primera vez durante el show de radio de Zane Lowe en BBC Radio 1 el 17 de noviembre de 2008 y estuvo disponible en la página de MySpace de la banda después en ese día. Llegó al número 29 en la lista UK Singles Chart y número 20 en la lista Billboard Alternative Songs. También estuvo en la lista de varios países, marcando un significativo desempeño en las listas. "No You Girls" salió como un sencillo el 6 de abril. La canción fue usada en un comercial para el iPod Touch. La canción llegó al número 22 en UK y número 106 en Billboard Hot 100, convirtiéndolo en el primer sencillo en llegar a las listas en Hot 100 desde "Do You Want To". Subió en varios países, marcando igualmente un desempeño significativo. El 22 de enero, Tonight: Franz Ferdinand estuvo disponible para escucharse a través de la página oficial de la banda de MySpace. "Can't Stop Feeling" fue lanzada como el siguiente sencillo del álbum.La canción no tuvo un desempeño tan positivo como "Ulysses" y "No You Girls", pero si estuvo en el número 19 en la lista de sencillos belga Flanders Tip singles chart, número 24 en Polish Singles Chart, número 47 en Italian Singles Chart, y número 69 en French Singles Chart. "What She Came For" fue lanzada como el último sencillo del álbum el 31 de agosto de 2009. La canción tuvo el peor resultado en las listas al no aparecer en ninguna, en ningún país.

### Disco extra:Blood
Para su lanzamiento el 26 de enero, el álbum está disponible en un box set que incluye el álbum entero en seis sencillos de vinilo de 7 pulgadas y como una edición limitada de dos discos. Estas ediciones especiales sólo están disponibles en Europa e incluyen un disco extra llamado Blood, que contiene las versiones dub de los temas del álbum.

## Recepción de la crítica
Tonight recibió buenas críticas en general. El álbum obtuvo una puntuación total de 70 en Metacritic, basada en 32 comentarios, indicando críticas favorables. Recibió menos elogios de la crítica que los recibidos en sus primeros dos discos de estudio. Las críticas elogiaban el sonido del álbum y la instrumentalización de las canciones del álbum. El sonido del álbum fue sujeto a críticas por algunos, así como las letras y producción del álbum. La revista Clash comentó que podría ser "la obra más completa de la banda hasta la fecha. Vale la pena esperar, y con toda honestidad, mejor de lo que podríamos haber esperado." Financial Post afirma que "Tonight es el mejor álbum de la banda: Paradójicamente, ellos se permitieron un grado de liberación de su tensión característica al crear estructuras dentro de la cual pueden soltarse."  The Telegraph comentó como Tonight: Franz Ferdinand es una melodía llena de reafirmación de todo lo que ha hecho la banda hasta la fecha tan popular, pero con un sonido contemporáneo, impulsado por el teclado. The Trades afirma " este [disco] es un paso evolutivo para la banda en lugar de uno revolucionario. Inteligentes y bailable, Tonight: Franz Ferdinand Franz Ferdinand demuestra que son los maestros del Rock-dance." NBC comentó como 'Franz Ferdinand lograron otra vez superarse a sí mismos con su mejor álbum hasta la fecha.'
Los comentarios de Uncut y de The Guardian fueron menos entusiastas. Uncut comentó que el álbum suena seco y superficial, y las canciones son muy similares entre ellas y otras canciones de Franz Ferdinand. The Guardian dijo que "si la composición de Franz es más amplia de lo que era, sigue siendo no muy profunda", y que "seguirían tratando de mover tus caderas, porque saben que nunca ganarán tu corazón." El Daily Mail estuvo de acuerdo en su reseña, en la cual describían el álbum como "una estéril, cuestión no bienvenida que falla en poner la usual energía de la banda." Paste fue igualmente severo, declarando que la voz era "lasciva", la producción "horrible", y la letra "parece carecer tanto de corazón y de cerebro" y concluye al escribir que "el descanso sugiere que Franz esta demasiado confuso o demasiado perezoso para seguir adelante".

## Lista de canciones
Todas las canciones escritas y compuestas por Franz Ferdinand. 
| N.º   | Título               | Duración |  |
| 1.    | «Ulysses»            | 3:11     |  |
| 2.    | «Turn It On»         | 2:21     |  |
| 3.    | «No You Girls»       | 3:42     |  |
| 4.    | «Send Him Away»      | 2:59     |  |
| 5.    | «Twilight Omens»     | 2:30     |  |
| 6.    | «Bite Hard»          | 3:26     |  |
| 7.    | «What She Came For»  | 3:52     |  |
| 8.    | «Live Alone»         | 3:29     |  |
| 9.    | «Can't Stop Feeling» | 3:03     |  |
| 10.   | «Lucid Dreams»       | 7:56     |  |
| 11.   | «Dream Again»        | 3:18     |  |
| 12.   | «Katherine Kiss Me»  | 2:56     |  |
| 42:43 |                      |          |  |

Canciones extras para descarga en iTunes (solo para E.U.A. y Canadá)
| iTunes bonus tracks (US and Canada) |                                                          |          |  |
| N.º                                 | Título                                                   | Duración |  |
| 13.                                 | «Lucid Dreams» (Version Pre-Album)                       | 3:42     |  |
| 14.                                 | «Ulysses (Efecto Disco Bloodbath)» (Pre-Orden solamente) | 8:03     |  |
| 15.                                 | «Feeling Kind of Anxious» (Pre-Orden solamente)          | 6:31     |  |
| 60:43                               |                                                          |          |  |

## Personal
Personal obtenido de las notas del álbum.
|  | - Productor: Franz Ferdinand, Dan Carey - Mastering: John Dent - Ingeniero: Paul Savage, Alexis Smith, Dan Carey, Allen Johnston (asistencia técnica) - Mezcla: Dan Carey (pistas 4, 7, 8, 10 a 12), Mike Fraser (pistas 1 a 3, 5, 6, 9, 10), Eric Mosher (asistente de Fraser) | - Arte gráfico: Matthew Cooper, Franz Ferdinand (librito), Rachel Graham (librito), Søren Solkær Starbird (portada) - Asistente Personal: Jeremiah Olvera |

## Posición en listas

### Resultados en las listas
El álbum tuvo un desempeño significativo en las listas. Debutó como el número dos en la lista UK Album Chart, y como número nueve en Billboard 200 en EUA, vendiendo cerca de 31,000 copias en la primera semana de su lanzamiento. Sin embargo, el álbum sufrió el bajar 50 lugares en Billboard 200 del #9 al #59 en la segunda semana en la lista. El álbum también estuvo en el top diez de Australia, Austria, Bélgica, Canadá, Finlandia, Francia, Alemania, Hungría, Irlanda, Italia, Japón, Holanda , Nueva Zelanda, España y Suiza. El álbum tuvo un desempeño similar en las listas a su segundo álbum de estudio, You Could Have It So Much Better, el cual también apareció en las listas del top diez de varios países.

### Listas semanales
| \| Lista de álbumes[61] \| Posición más alta \| \| -------------------------------- \| ----------------- \| \| Australian ARIA Albums Chart[62] \| 6 \| \| Austria \| 5 \| \| Bélgica (Flandes) \| 6 \| \| Canadá \| 2 \| \| Dinamarca \| 17 \| \| Países Bajos \| 4 \| \| Finlandia[63] \| 10 \| \| Francia \| 4 \| \| Alemania[64] \| 2 \| \| Hungría[65] \| 6 \| \| Irlanda \| 10 \| \| Italia \| 8 \| \| Japón[66] \| 6 \| \| Nueva Zelanda \| 10 \| \| Noruega[67] \| 17 \| \| Portugal \| 12 \| \| España \| 3 \| \| Sverigetopplistan \| 13 \| \| Suiza \| 3 \| \| UK Albums Chart[68] \| 2 \| \| U.S. Billboard 200[59] \| 9 \| |                   |
| Lista de álbumes | Posición más alta |
| Australian ARIA Albums Chart | 6                 |
| Austria | 5                 |
| Bélgica (Flandes) | 6                 |
| Canadá | 2                 |
| Dinamarca | 17                |
| Países Bajos | 4                 |
| Finlandia | 10                |
| Francia | 4                 |
| Alemania | 2                 |
| Hungría | 6                 |
| Irlanda | 10                |
| Italia | 8                 |
| Japón | 6                 |
| Nueva Zelanda | 10                |
| Noruega | 17                |
| Portugal | 12                |
| España | 3                 |
| Sverigetopplistan | 13                |
| Suiza | 3                 |
| UK Albums Chart | 2                 |
| U.S. Billboard 200 | 9                 |